# مارتن سومرفیلد
 مارتن سومرفیلد (انگلیسی: Martin Summerfield؛ زاده ۱۹۱۶ درگذشته ۱۹۹۶) یک فیزیک‌دان بود.